# Sušice (Klatovyi járás)
Sušice település Csehországban, a Klatovyi járásban. Sušice Hartmanice, Čímice, Kašperské Hory, Nezdice na Šumavě, Rabí, Petrovice u Sušice, Žihobce, Podmokly, Dobršín, Hrádek és Dlouhá Ves településekkel határos. Lakosainak száma 10 783 fő (2024. január 1.).

## Népesség
A település lakosságának változását az alábbi diagram mutatja:
| Lakosok száma | 6796 | 8117 | 8707 | 8229 | 11 047 | 11 462 | 11 127 | 11 110 | 10 662 | 10 783 |
|               | 1869 | 1890 | 1921 | 1950 | 1980   | 2001   | 2017   | 2019   | 2022   | 2024   |

## Galéria

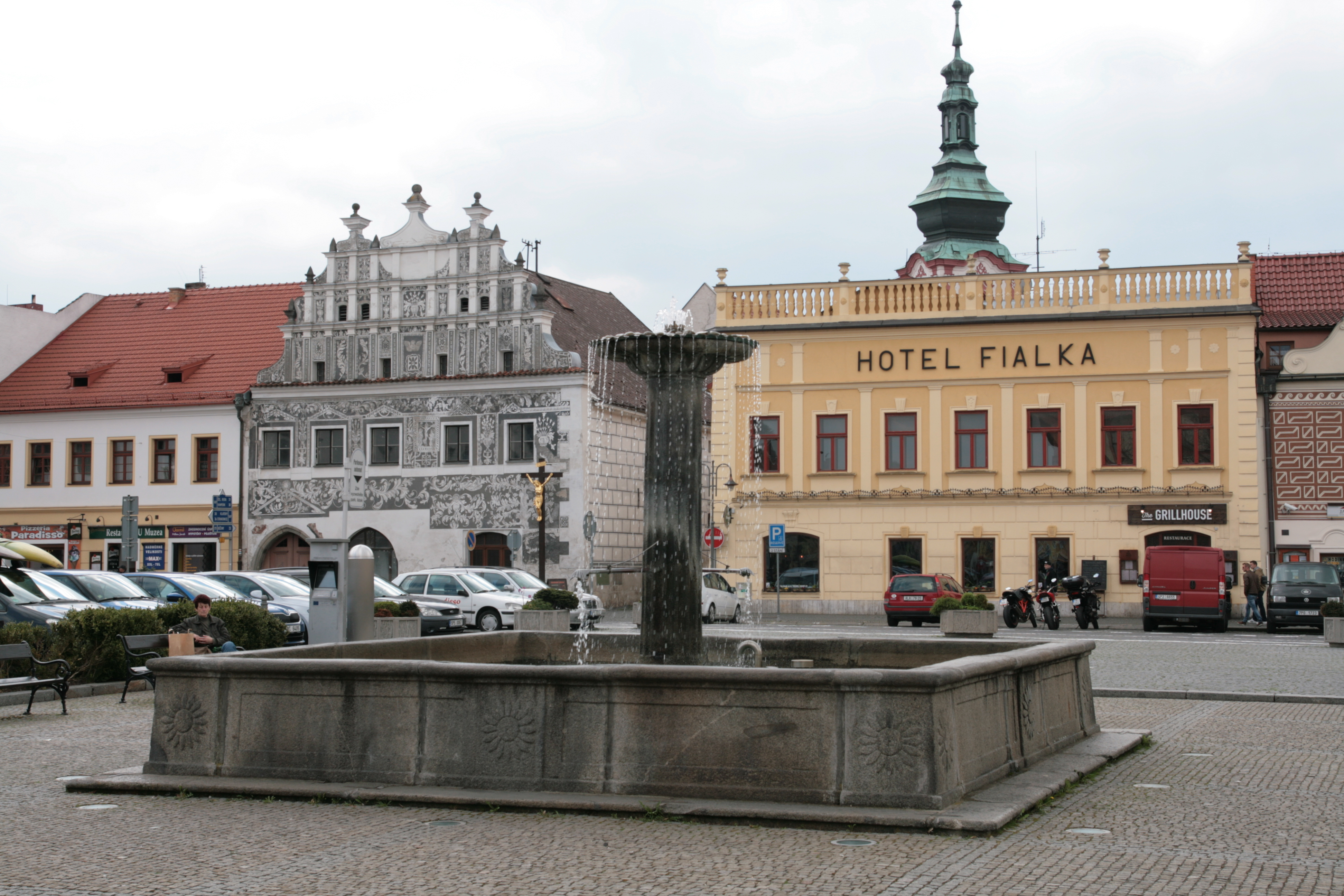
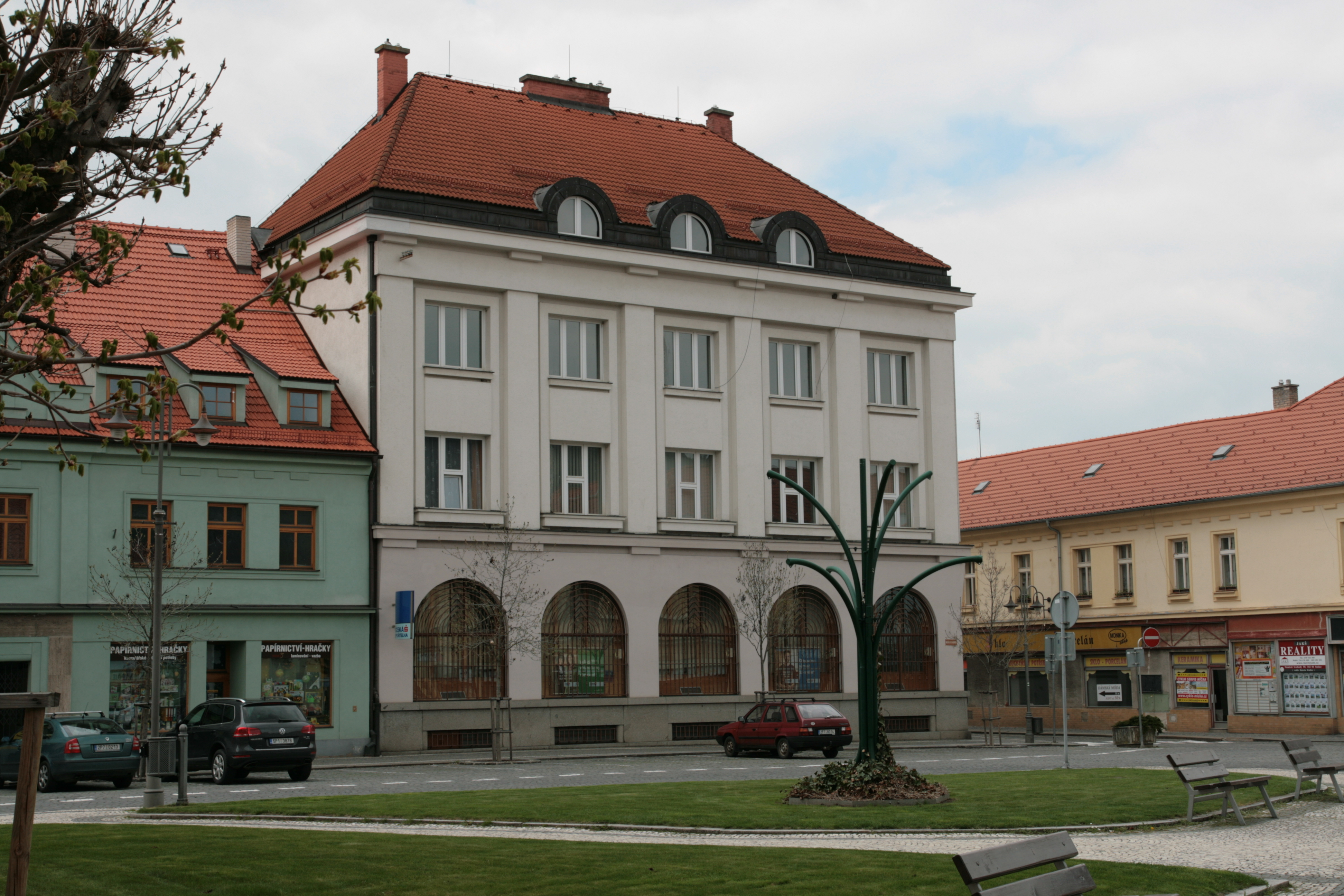
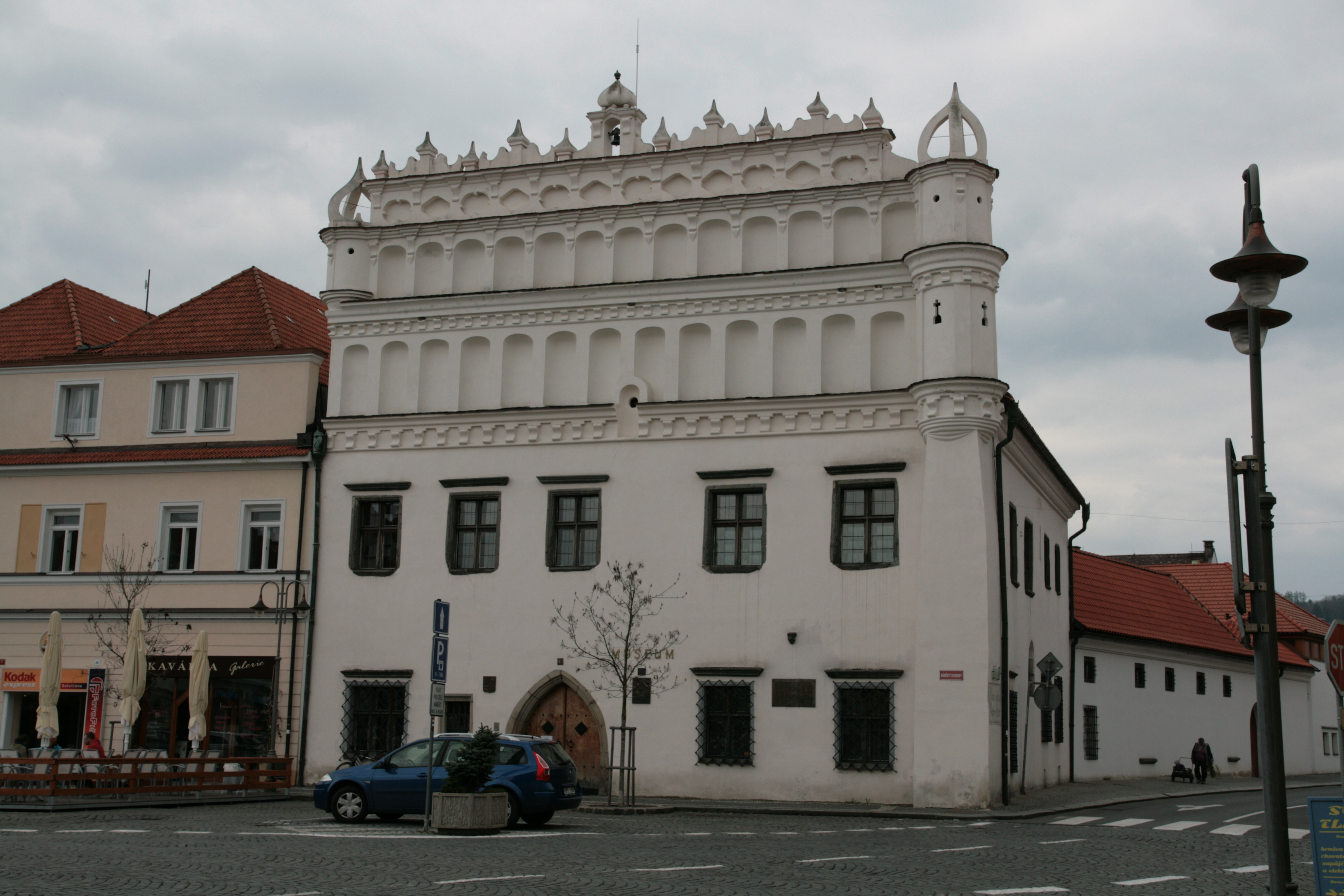